# Paret amb bardissa
La paret amb bardissa és una paret sobre la qual es col·loquen brancam i arbusts espinosos per evitar que el bestiar salti a l'exterior d'una tanca.

## Ús
Evitar el pas del bestiar dins un sementer.

## Ubicació
Separa un camí d'un sementer.

## Materials
Pedra calcària i masserenca poc adobada.

## Mesures
70 cm d'amplària i 180cm d'alçada (amb la bardissa).